# Alexios Alexopoulos
Alexandros (Alexios) Alexopoulos (Grieks: Αλέξανδρος "Αλέξιος" Αλεξόπουλος) (Athene, 21 mei 1971) is een voormalig Griekse sprinter, die gespecialiseerd was op de 200 m.
Hij won een zilveren medaille op het EK indoor 1996 achter de Belg Erik Wijmeersch (goud) en voor de Zweed Torbjörn Eriksson (brons). Hij nam ook deel aan de Olympische Spelen van 2000 in Sydney en de wereldkampioenschappen atletiek 1995 in Helsinki. Beide keren kwam hij niet in de finale.
Met zijn persoonlijk record van 20,36 seconden is hij op de 200 m de vierde snelste sprinter van Griekenland achter Konstantinos Kenteris, Anastasios Gousis en Thomas Sbokos. Op de 100 m is hij de zevende snelste Griekse sprinter achter Angelos Pavlakakis, Aristotelis Gavelas, Christoforos Choidis, Alexandros Yenovelis, Haralambos Papadias en Konstantinos Kenteris.
Met een tijd van 20,62 is Alexopoulos Grieks recordhouder op de 200 m indoor.
Hij was aangesloten bij Panellinios GS in Athene.

## Titels
- Grieks kampioen 100 m - 1995
- Balkan kampioen 200 m (indoor) - 1996

## Palmares

### 200 m
- 1996:  EK indoor - 21,05 s
- 1999:  Europacup - 20,36 s

## Persoonlijke records
Outdoor
| Onderdeel | Prestatie | Datum        | Plaats |
| --------- | --------- | ------------ | ------ |
| 100 m     | 10,16 s   | 17 juni 1998 | Athene |
| 200 m     | 20,36 s   | 20 juni 1999 | Parijs |

Indoor
| Onderdeel | Prestatie           | Datum            | Plaats  |
| --------- | ------------------- | ---------------- | ------- |
| 60 m      | 6,80 s              | 23 januari 1999  | Piraeus |
| 200 m     | 20,62 s (nat. rec.) | 11 februari 1996 | Piraeus |